# 安地水库
安地水库又名仙源湖，是中国浙江省金华市境内的一座水库，位于武义江支流梅溪上，建于1965年。水库正常库容为5831万立方米，集雨面积为162平方千米，海拔为126.5米。水库为金华市区主要饮用水水源之一，通过2016年6月建成的仙源湖水厂取水。